# Bologna Translation Service
Bologna Translation Service (Bologna)  är ett utvecklingsprojekt finansierat inom ramen för Stödprogrammet för informations- och kommunikationsteknik - Flerspråkiga webbtjänster (CIP-ICT-PSP.2010.4 6.2).
Projektet startade den 1 mars 2011 och kommer att vara avslutat den 28 februari 2013.
Syftet med projektet är att utveckla en infrastruktur som gör det möjligt för utbildningsinstitutioner att översätta kursplaner, utbildningsprogram och annan utbildningsinformation till en låg kostnad och med hög kvalitet genom tillgång till en webb-baserad maskinöversättningstjänst. För att uppnå detta kommer projektet att bygga statistiska och regelbaserade system för maskinell översättning, som är optimerade för utbildningsinformation.  Man kommer också att använda sig av tekniker för ämnesmässig anpassning av systemen och tekniker för att kombinera olika system för att ytterligare förbättra kvaliteten på översättningarna.
Till en början kommer projektet att erbjuda översättning för följande språk:
- Spanska, Franska, Tyska, Portugisiska, Turkiska, Finska och Nederländska till Engelska
- Engelska till kinesiska

## Konsortium
Det konsortium som är ansvarigt för att bygga de olika komponenterna i tjänsten består av 5 Europeiska företag/institutioner: 
- CrossLang NV (Belgien)
- Convertus AB (Sverige)
- Applied Language Solutions, Ltd (Storbritannien)
- Koç University (Turkiet)
- Eleka Ingeniaritza Lingusitikoa, SL (Spanien)

## Läsanvisningar
- Bologna Translation Service: Online translation of course syllabi and study programmes in English, EAMT 2011: proceedings of the 15th conference of the European Association for Machine Translation, 30-31 May 2011, Leuven, Belgium
- BOLOGNA TRANSLATION SERVICE: AN ENABLER FOR INTERNATIONAL PROFILING AND STUDENT MOBILITY H. Depraetere, J. Van de Walle, INTED 2012: proceedings of INTED2012 (6th International Technology, Education and Development Conference, 5 - 7 March, 2012, Valencia, Spain